# Велишевац
Велишевац је насеље у Србији у општини Љиг у Колубарском округу. Према попису из 2022. било је 291 становника.

## Демографија
У насељу Велишевац живи 351 пунолетни становник, а просечна старост становништва износи 44,1 година (44,1 код мушкараца и 44,2 код жена). У насељу има 141 домаћинство, а просечан број чланова по домаћинству је 2,97.
Ово насеље је великим делом насељено Србима (према попису из 2002. године), а у последња три пописа, примећен је пад у броју становника.
|  |

| Демографија | Демографија | Демографија |
| Година      | Становника  | Становника  |
| ----------- | ----------- | ----------- |
| 1948.       | 630         |             |
| 1953.       | 631         |             |
| 1961.       | 557         |             |
| 1971.       | 556         |             |
| 1981.       | 504         |             |
| 1991.       | 432         | 431         |
| 2002.       | 419         | 420         |

| Етнички састав према попису из 2002.‍ | Етнички састав према попису из 2002.‍ | Етнички састав према попису из 2002.‍ | Етнички састав према попису из 2002.‍ | Етнички састав према попису из 2002.‍ |
| ------------------------------------ | ------------------------------------ | ------------------------------------ | ------------------------------------ | ------------------------------------ |
|                                      |                                      |                                      |                                      |                                      |
| Срби                                 | Срби                                 |                                      | 416                                  | 99,28%                               |
| Црногорци                            | Црногорци                            |                                      | 1                                    | 0,23%                                |
| Хрвати                               | Хрвати                               |                                      | 1                                    | 0,23%                                |
| непознато                            | непознато                            |                                      | 1                                    | 0,23%                                |

| Година пописа     | 1948. | 1953. | 1961. | 1971. | 1981. | 1991. | 2002. |
| ----------------- | ----- | ----- | ----- | ----- | ----- | ----- | ----- |
| Број домаћинстава | 134   | 142   | 140   | 142   | 146   | 131   | 141   |

| Број чланова      | 1  | 2  | 3  | 4  | 5  | 6 | 7 | 8 | 9 | 10 и више | Просек |
| ----------------- | -- | -- | -- | -- | -- | - | - | - | - | --------- | ------ |
| Број домаћинстава | 29 | 41 | 21 | 20 | 21 | 3 | 6 | 0 | 0 | 0         | 2,97   |

| Пол    | Укупно | Неожењен/Неудата | Ожењен/Удата | Удовац/Удовица | Разведен/Разведена | Непознато |
| ------ | ------ | ---------------- | ------------ | -------------- | ------------------ | --------- |
| Мушки  | 162    | 42               | 105          | 6              | 9                  | 0         |
| Женски | 202    | 37               | 108          | 50             | 7                  | 0         |
| УКУПНО | 364    | 79               | 213          | 56             | 16                 | 0         |

| Пол    | Укупно                    | Пољопривреда, лов и шумарство | Рибарство                            | Вађење руде и камена | Прерађивачка индустрија       |
| ------ | ------------------------- | ----------------------------- | ------------------------------------ | -------------------- | ----------------------------- |
| Мушки  | 97                        | 43                            | 0                                    | 13                   | 14                            |
| Женски | 74                        | 48                            | 0                                    | 2                    | 3                             |
| УКУПНО | 171                       | 91                            | 0                                    | 15                   | 17                            |
| Пол    | Производња и снабдевање   | Грађевинарство                | Трговина                             | Хотели и ресторани   | Саобраћај, складиштење и везе |
| Мушки  | 3                         | 8                             | 5                                    | 2                    | 3                             |
| Женски | 0                         | 2                             | 3                                    | 4                    | 1                             |
| УКУПНО | 3                         | 10                            | 8                                    | 6                    | 4                             |
| Пол    | Финансијско посредовање   | Некретнине                    | Државна управа и одбрана             | Образовање           | Здравствени и социјални рад   |
| Мушки  | 0                         | 0                             | 1                                    | 3                    | 0                             |
| Женски | 1                         | 4                             | 1                                    | 0                    | 3                             |
| УКУПНО | 1                         | 4                             | 2                                    | 3                    | 3                             |
| Пол    | Остале услужне активности | Приватна домаћинства          | Екстериторијалне организације и тела | Непознато            | Непознато                     |
| Мушки  | 0                         | 0                             | 0                                    | 2                    | 2                             |
| Женски | 1                         | 0                             | 0                                    | 1                    | 1                             |
| УКУПНО | 1                         | 0                             | 0                                    | 3                    | 3                             |